# 김영대 (정치인)
김영대(金英大, 1937년 12월 12일 ~ )는 조선민주주의인민공화국의 최고인민회의상임위원회 부위원장이며 조선사회민주당 중앙위원회 위원장을 역임했다.